# Śluzaczek przeźroczysty

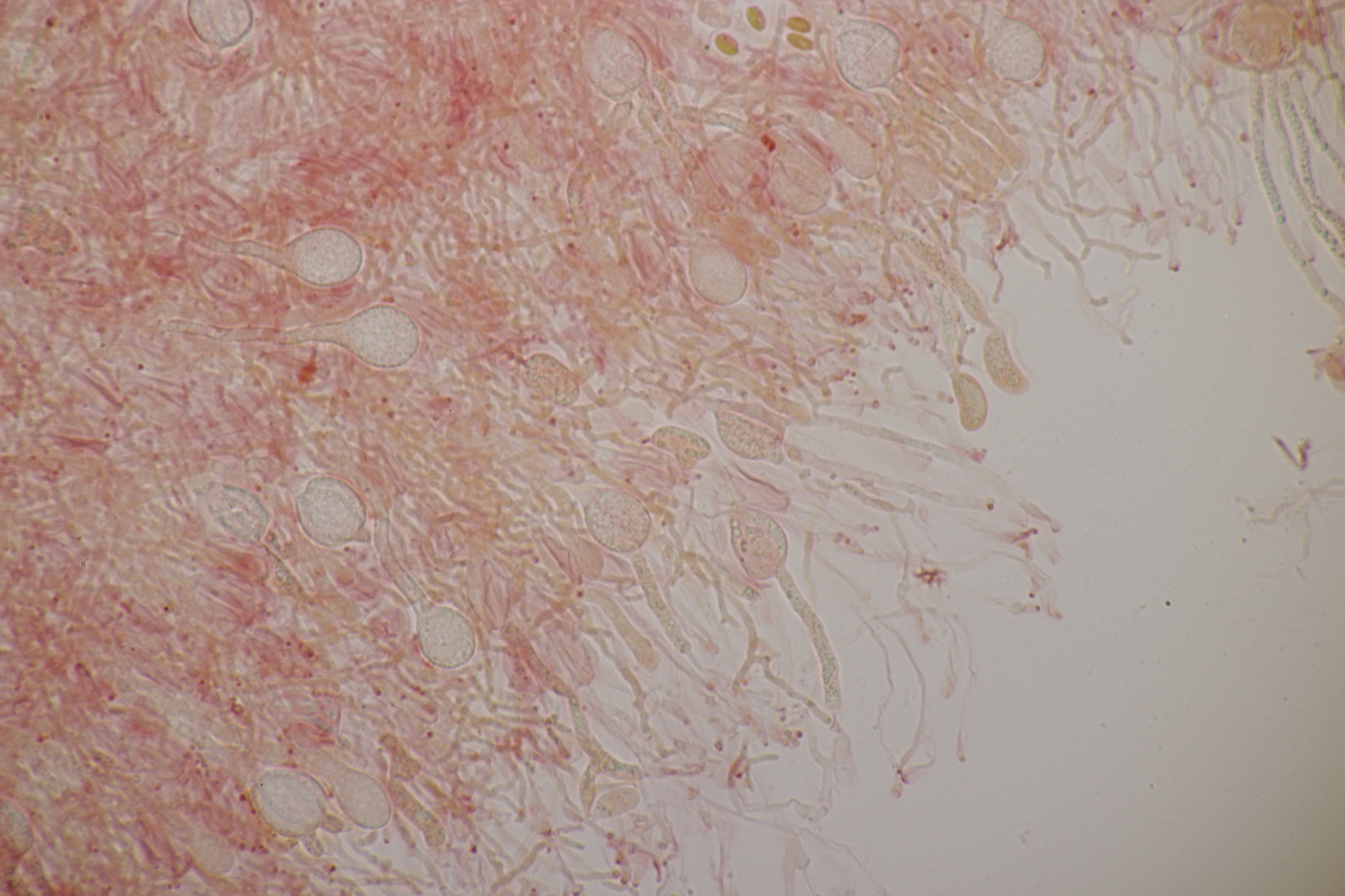

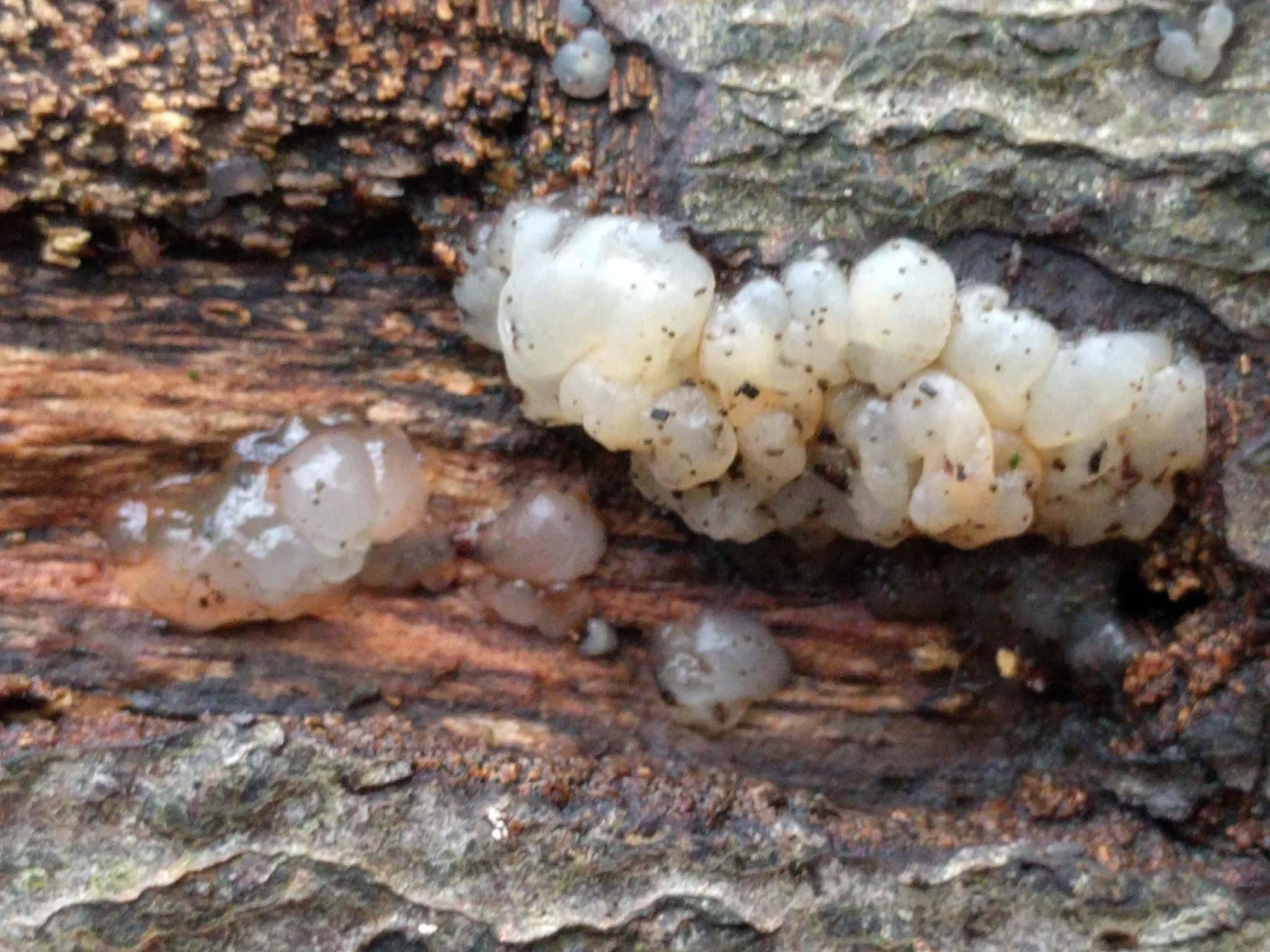

Śluzaczek przeźroczysty, śluzaczek przezroczysty, kisielnica przezroczysta (Myxarium nucleatum Wallr.) – gatunek grzybów należący do rodziny Hyaloriaceae.

## Systematyka i nazewnictwo
Pozycja w klasyfikacji według Index Fungorum: Myxarium, Auriculariales, Auriculariomycetidae, Agaricomycetes, Agaricomycotina, Basidiomycota, Fungi.
Ma kilkanaście synonimów. Niektóre z nich:
- Exidia nucleata (Schwein.) Burt 1921
- Exidia tremelloides L.S. Olive 1952
- Myxarium atratum (Peck) Ginns & M.N.L. Lefebvre 1993
- Myxarium tremelloides (L.S. Olive) Wojewoda 1981[2].

Władysław Wojewoda w 1977 r. nadał mu polską nazwę śluzaczek przezroczysty (dla synonimu Myxarium hyalinum), w 2003 r. zmienił ją na kisielnica przezroczysta, ponieważ jednak prawidłowa według Index Fungorum jest nazwa Myxarium nucleatum, bardziej zgodna z nią jest nazwa śluzaczek przezroczysty. Taką też nazwę podaje internetowy atlas grzybów.
W. Wojewoda synonimizuje Myxarium nucleatum i Myxarium hyalinum (Pers.) Donk, jednak według Index Fungorum są to odrębne gatunki.

## Morfologia
Owocnik
Owocniki siedzące, początkowo kuliste, mózgowato pofałdowane, często zlewające się w masy o długości do 20 cm, szerokości 5 cm i wysokości 0,8 cm. Powierzchnia gładka, półprzezroczystobiała, z wiekiem różowawo-brązowa do winnobrązowej, czasami oliwkowo-brązowa. Miąższ galaretowaty, tej samej barwy co powierzchnia, u starych okazów mający tendencję do upłynniania się, z jednym lub większą liczbą osadzonych, ale nie zakotwiczonych, kremowych guzków. Zapach mało charakterystyczny, smak lekko grzybowy.
Na śluzaczku przeźroczystym występują widoczne gołym okiem nieprzezroczyste, białe, kuliste, mineralne inkluzje zbudowane są ze szczawianu wapnia. Powierzchnia hymenium jest gładka. Z wiekiem owocniki mogą stać się brązowawe i ostatecznie wyschnąć, tworząc cienką, przypominającą lakier warstwę.
.
Cechy mikroskopowe
Podstawki elipsoidalne, 10,5–13 × 8–10,5 µm, z podłużnymi przegrodami (tzw. fragmobazydiami) i trzonkiem o długości do 30 µm, który po osiągnięciu dojrzałości zostaje pozbawiona jądra. Zarodniki kiełbaskowate o wymiarach 8–14 × 3,5–5,5 µm. Strzępki o szerokości 1–3,5 µm, osadzone w żelatynowej masie, ze sprzążkami.

## Występowanie
Myxarium nucleatum występuje na wszystkich kontynentach, łącznie z Antarktydą. W Polsce w 2003 r. W. Wojewoda przytoczył 5 stanowisk, w późniejszych latach podano następne, aktualne stanowiska podaje także internetowy atlas grzybów. podaje i. Znajduje się na Czerwonej liście roślin i grzybów Polski. Ma status V – gatunek narażony, który zapewne w najbliższej przyszłości przesunie się do kategorii wymierających, jeśli nadal będą działać czynniki zagrożenia.
Nadrzewny saprotrof. Występuje w rozproszeniu lub w dużych grupach, tworząc szerokie rzędy lub połacie, zwykle na zacienionych, dolnych powierzchniach butwiejących kłód twardego drewna. Owocniki pojawiają się po okresach deszczowej pogody. Pierwotnie występował na głogu, ale znany jest również z wielu innych drzew i krzewów liściastych, w tym na buku, jesionie, jaworze i bluszczu. Zazwyczaj owocuje jesienią i zimą.
W Europie na owocnikach śluzaczka przeźroczystego czasami pasożytuje grzyb Zygogloea gemellipara. Tworzy on cienkie, nitkowate strzępki w hymenium śluzaczka.